# Federico Luis de Hohenzollern-Hechingen
Federico Luis de Hohenzollern-Hechingen (1 de septiembre de 1688, Estrasburgo-4 de junio de 1750, Castillo de Lindich, Hechingen) fue un príncipe de Hohenzollern-Hechingen.
Federico Luis era el hijo del Príncipe Federico Guillermo de Hohenzollern-Hechingen (1663-1735), y su esposa la Condesa María Ludovica Leopoldina de Sinzendorf (1666-1709). Su infancia y juventud las pasó en el castillo Renacentista de sus padres en Hechingen. Después de su formación militar, Federico Luis se convirtió en un apasionado cazador y soldador. Era Mariscal de Campo Imperial y Comandante en Jefe del Ejército austríaco en el Alto Rin. Combatió a las órdenes del Príncipe Eugenio de Saboya en la Guerra austro-turca de 1716-1718 y contra los rebeldes húngaros.

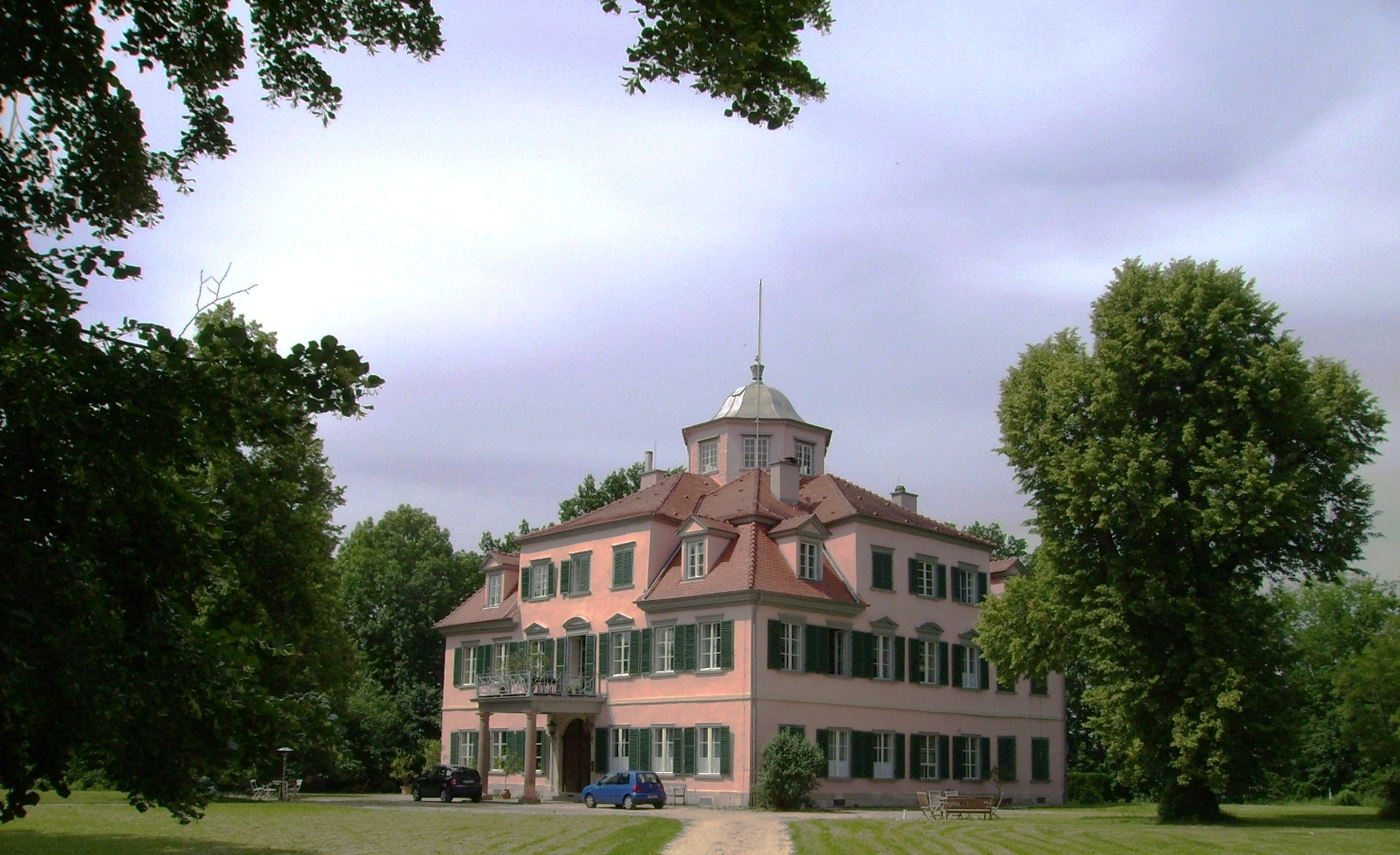
El Castillo de Lindich fue construido a instancias de Federico Luis.

En 1730, su padre abdicó como Príncipe de Hohenzollern-Hechingen y Federico Luis tomó el control. Su pasión por la caza lo llevó a construir un pabellón de caza (Jagdschloss) y residencia de verano, a pesar de la difícil situación económica del principado. El arquitectónicamente destacado Castillo de Lindich fue construido entre 1739 y 1741, tres kilómetros al oeste de Hechingen. También construyó el Pabellón de caza de Friedrichstal, en el sudeste de Boll (ahora un suburbio de Hechingen). Estos proyectos de construcción empeoraron los problemas financieros del principado y llevaron a confrontaciones con sus súbditos.
Federico Luis murió en el Castillo de Lindich el 4 de junio de 1750. No contrajo matrimonio ni tenía hijos. Su sucesor fue su primo José Federico Guillermo.
| Predecesor: Federico Guillermo | Príncipe de Hohenzollern-Hechingen 1730-1750 | Sucesor: José Federico Guillermo |

- Datos: Q324792